# 摩根維爾 (新澤西州)
摩根維爾（英語：Morganville）是位於美國新澤西州蒙茅斯縣的普查規定居民點。

## 人口
根據2020年美國人口普查的數據，摩根維爾的面積為14.04平方千米，當中陸地面積為14.02平方千米，而水域面積為0.01平方千米。當地共有人口6203人，而人口密度為每平方千米441.81人。